# Argentat-sur-Dordogne
Argentat-sur-Dordogne – gmina we Francji, w regionie Nowa Akwitania, w departamencie Corrèze. W 2013 roku liczba ludności wynosiła 3116 mieszkańców. 
Gmina została utworzona 1 stycznia 2017 roku z połączenia dwóch ówczesnych gmin: Argentat oraz Saint-Bazile-de-la-Roche. Siedzibą gminy została miejscowość Argentat.